# Anisobas cephalotes
Anisobas cephalotes är en stekelart som beskrevs av Joseph Kriechbaumer 1882. Anisobas cephalotes ingår i släktet Anisobas och familjen brokparasitsteklar. Inga underarter finns listade i Catalogue of Life.